# This Is Los Angeles
This is Los Angeles è un singolo del rapper WC  estratto dall'album Guilty by Affiliation.
Il tema della canzone è la vita da strada dei ghetti afro-americani di South Central Los Angeles.